# シュターデルホーフェン (オーバーフランケン)

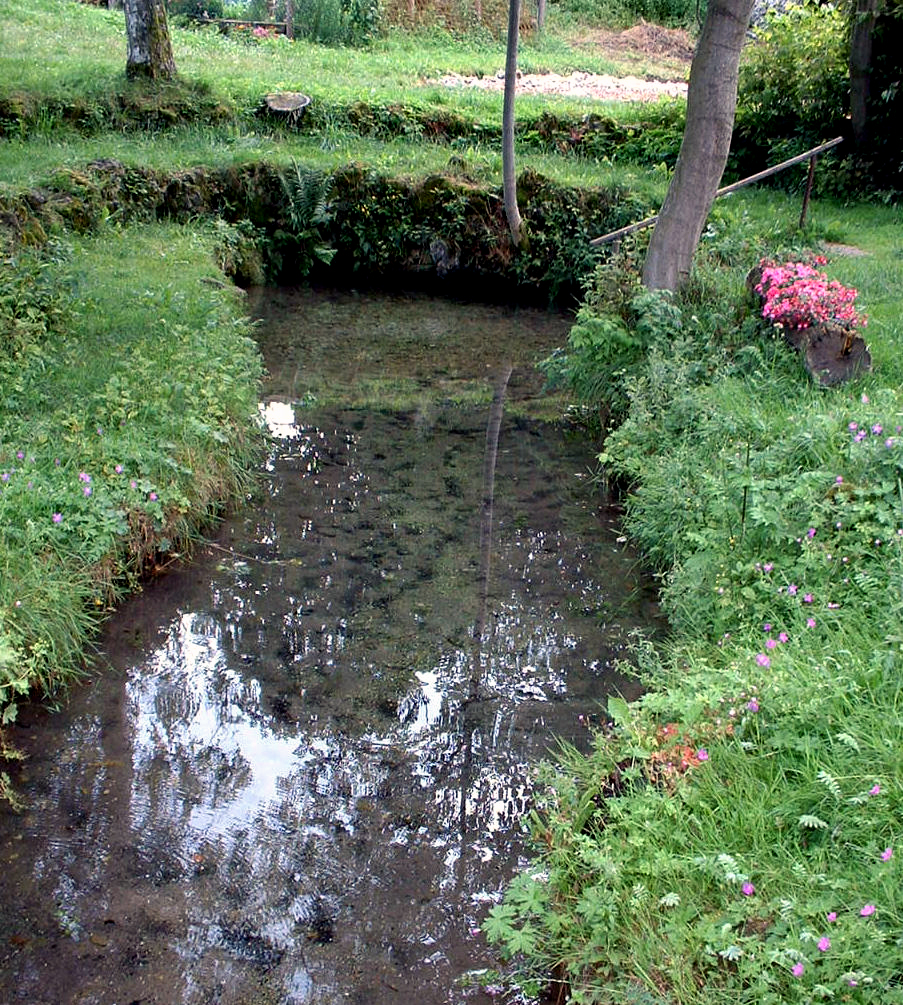
シュタインフェルト地区のヴィーゼント川水源

シュターデルホーフェン (ドイツ語: Stadelhofen) は、ドイツ連邦共和国バイエルン州オーバーフランケン行政管区のバンベルク郡に属す町村（以下、本項では便宜上「町」と記述する）で、シュタインフェルト行政共同体を形成する。

## 地理
この村は、フレンキシェ・シュヴァイツ周縁部、バンベルクとバイロイトを結ぶアウトバーン沿いに位置する。

### 自治体の構成
この町は、公式には10の地区 (Ort) からなる。このうち孤立農場などを除く集落を以下に列記する。
| - アイヒェンヒュル - ホーエンホイスリング - プファッフェンドルフ - ロスドルフ・アム・ベルク - シェーデルンドルフ | - シュターデルホーフェン - シュタインフェルト - ヴェルケンドルフ - ヴォッツェンドルフ |

## 歴史
シュターデルホーフェンという名は、Höfen（農園）に、Stadel（ドイツ南部の方言で納屋）が付いたものと推測されている。しかし、変化した人物名という可能性もある。
この村は、1248年に初めて文献上で言及されている。初めて文献に登場するのは遅いものの、630年頃にはすでにこの地域に入植者がいたことは確かである。1595年の地図には、シュターデルホーフェン付近は "Uf dem Gebürg"と記されている。
シュターデルホーフェンは、バンベルクとクルムバッハを結ぶ軍用道路と、ヴァイスマインとホルフェルトとを結ぶ道とが交差する位置にあたっていた。
1386年にトルーエンディング家はこの村を、2,000ヘーラーでバンベルク司教に売却した。1803年の帝国代表者会議主要決議により、この村は、バンベルク司教本部領の一部として、バイエルン領となった。バイエルン王国の行政改革の時代、1818年に現在の自治体が成立した。1978年の自治体再編時にそれまで独立した自治体であったシュターデルホーフェン、ヴェルケンドルフ、シェーデルンドルフ、シュタインフェルトが合併した。
シュターデルホーフェンのカトリック教区教会である聖ペテロ＝聖カタリナ教会は、18世紀に建設された。尖塔は、この地域を象徴する建物である。主祭壇は、1721年にリッツェンドルフから買い取ったものである。

### 人口推移
この地域の人口は、1970年 1,404人、1987年 1,291人、2000年 1,274人であった。

## 行政
首長は、フォルカー・ヴィル (ÜWG) である。

### 紋章
紋章は、金地と青地で左右に分けられる。向かって左は、赤い中帯の上に銀の二重のナイト。向かって右は、銀の中帯に金の蘂、緑の萼をもつ赤いバラ。
二重のナイトはノイシュテット家を示す。金地に赤い中帯はトルーエンディング伯を表す。バラはアウフゼスの領主家の紋章である。赤と銀の色はアンデクス＝メラニエン伯の家臣であるギーヒ家およびフェルチュ家を象徴している。

## 引用
1. ↑  https://www.statistikdaten.bayern.de/genesis/online?operation=result&code=12411-003r&leerzeilen=false&language=de Genesis-Online-Datenbank des Bayerischen Landesamtes für Statistik Tabelle 12411-003r Fortschreibung des Bevölkerungsstandes: Gemeinden, Stichtag (Einwohnerzahlen auf Grundlage des Zensus 2011)
2. ↑  Bayerische Landesbibliothek Online